# 2034
2034 (MMXXXIV) será un año normal comenzado en domingo en el calendario gregoriano. Será también el número 2034 anno Dómini o de la designación de era cristiana, será el trigésimo cuarto año del Siglo XXI y del III milenio. Será el cuarto año de la cuarta década del Siglo XXI y el quinto del decenio de los Años 2030.  Será designado como:
- El Año del Tigre, según el horóscopo chino.

## Acontecimientos
- 28 de septiembre: eclipse lunar parcial visible en América del Sur.[cita requerida]

## Deportes
- En Salt Lake City-Utah se realizarán los XXVII Juegos Olímpicos y los XVI Juegos Paralímpicos de Invierno de ese año.
- En Arabia Saudita se realizará la XXV edición de la Copa Mundial de la FIFA.

- Datos: Q12775
- Multimedia: 2034 / Q12775